# Stanisław Marcinek
Stanisław Marcinek (ur. 29 lipca 1882 w Rakszawie, zm. po 1938) – major piechoty Wojska Polskiego, działacz niepodległościowy.

## Życiorys
Urodził się 29 lipca 1882 w Rakszawie, w ówczesnym powiecie łańcuckim Królestwa Galicji i Lodomerii, w rodzinie Grzegorza i Katarzyny z domu Noga. 
Był oficerem rezerwy piechoty cesarskiej i królewskiej Armii. Jego oddziałem macierzystym był Galicyjski Pułk Piechoty Nr 40 w Rzeszowie. W szeregach tego oddziału wziął udział w mobilizacji sił zbrojnych Monarchii Austro-Węgierskiej, wprowadzonej w związku z wojną na Bałkanach, a następnie walczył na froncie rosyjskim w czasie I wojny światowej. Na stopień podporucznika został mianowany ze starszeństwem z 1 stycznia 1908, a na stopień porucznika ze starszeństwem z 1 listopada 1914. Dostał się do rosyjskiej niewoli. Razem z ppor. rez. Bogusławem Karasiem, chor. rez. Władysławem Kanią i chor. rez. Aleksandrem Koszakiem przebywał w Tiumieni, w ówczesnej guberni tobolskiej.
Po uwolnieniu z niewoli wstąpił do Dywizji Syberyjskiej. W maju 1919 został wysłany jako kurier z zadaniem otrzymania wiarygodnych wiadomości i rozkazów z kraju.
1 czerwca 1921 pełnił służbę w Dowództwie Okręgu Generalnego Poznań, a jego oddziałem macierzystym był 68 Pułk Piechoty. 3 maja 1922 został zweryfikowany w stopniu majora ze starszeństwem z 1 czerwca 1919 i 229. lokatą w korpusie oficerów piechoty. W 1923 był dowódcą Kwatery Głównej Dowództwa Okręgu Korpusu Nr VII w Poznaniu. W następnym roku pozostawał w dyspozycji dowódcy macierzystego pułku. W maju 1925 został przydzielony do Powiatowej Komendy Uzupełnień Gniezno na stanowisko pełniącego obowiązki komendanta. 30 lipca tego roku został przeniesiony służbowo do Departamentu Piechoty Ministerstwa Spraw Wojskowych w Warszawie na trzy miesiące. W marcu 1927 został przeniesiony z Departamentu Piechoty MSWojsk. do Powiatowej Komendy Uzupełnień Nowy Sącz na stanowisko komendanta. Z dniem 31 lipca 1928 został przeniesiony w stan spoczynku. 
Na emeryturze mieszkał w Nowym Sączu przy ul. Jagiellońskiej 66, a później w Krakowie-Dębnikach przy ul. Powroźniczej 6/5. W 1934, jako oficer stanu spoczynku pozostawał w ewidencji PKU Nowy Sącz. Posiadał przydział do Oficerskiej Kadry Okręgowej Nr V. Był wówczas „przewidziany do użycia w czasie wojny”. 

## Ordery i odznaczenia
- Krzyż Walecznych[20]
- Medal Niepodległości – 27 czerwca 1938 „za pracę w dziele odzyskania niepodległości”[22]

austro-węgierskie
- Krzyż Jubileuszowy Wojskowy[3]
- Krzyż Pamiątkowy Mobilizacji 1912–1913[4]